# Утнем, Эрлинг
Эрлинг Гудманн Утнем (норв. Erling Gudmann Utnem; 7 февраля 1920, Хедрум — 11 ноября 2006, Кристиансанн, Норвегия) — бывший епископ лютеранской церкви Норвегии; епископ Агдера (1973—1983), норвежский богослов, переводчик Библии, один из основателей Лозаннского комитета по евангелизации.

## Биография
Родился 7 февраля 1920 года в городе Хедруме (в настоящее время коммуна Ларвик), в Вестфолле.
В 1947 году получил диплом кандидата богословия, окончив Норвежскую теологическую школу.
С 1948 по 1953 год был разъездным секретарём NKSS. С 1953 по 1955 год был учителем в «Inner Mission Society Bible School» в Осло, а с 1955 по 1967 год учителем в «Missionary School» в Ставангере.
В 1967 году была совершена его пасторская ординация, после чего он служил в качестве капелана в Сарпсборге.
В 1970 году он был назначен ректором семинарии практической теологии при Норвежской теологической школе.
В 1973 году прошла его ординация в епископа Агдера в должности которого он находился десять лет. В 1983 году ушёл на покой по состоянию здоровья, перенеся до этого два инфаркта.
Скончался 11 ноября 2006 года в Сёрланнской больнице в Кристиансанне. Траурная церемония и похороны прошли 16 ноября в Кристиансаннском соборе.